# Список глав государств в 1349 году
Список глав государств в 1348 году — 1349 год — Список глав государств в 1350 году — Список глав государств по годам

## Азия
- Ак-Коюнлу — Тур Али Пахлван, бей (1340 — 1360)
- Анатолийские бейлики —
  - Айдыногуллары — Хызыр, бей (1348 — 1360)
  - Артукиды — Салих Шамс ад-дин, эмир Мардина (1312 — 1364)
  - Гермиян — Мухаммад-бег, бей (1330 — 1360)
  - Зулькадар — Зейн-ад-дин Караджа, бей (1337 — 1353)
  - Инанчогуллары — Мурад Арслан, бей (1335 — 1362)
  - Исфендиярогуллары — Адил-бей, бей (1346 — 1361)
  - Караманиды — 
    - Ибрахим I, бейлербей (1312 — 1332,  1340 — 1349)
    - Фахретдин Ахмет, бейлербей (1349 — 1350)

  - Карасы — Димер-хан, бей (1345 — 1351)
  - Ментеше — Ибрахим, бей (1337 — 1354)
  - Османская империя — Орхан I, улубей (1326 — 1359)
  - Саруханогуллары — Фахрдин Илиас, бей (1346 — 1362)
  - Хамидиды — Мустафа, бей (1344 — 1358)
  - Эретна — Эретна Ала ад-Дин, бей (1336 — 1352)
- Грузинское царство — Давид IX, царь (1346 — 1360)
  - Самцхе-Саатабаго — Кваркваре I, атабег (1334 — 1361)
- Дайвьет — Чан Зу Тонг, император[англ.] (1341 — 1369)
- Индия —
  - Амбер (Джайпур) — Джанси Рао, раджа[кат.] (1317 — 1366)
  - Ахом — Сукхрангпха, махараджа[англ.] (1332 — 1364)
  - Бахманийский султанат —  Хасан Бахман-шах, султан (1347 — 1358)
  - Бенгальский султанат — 
    - Фахр ад-дин Мубарак-шах, султан (1338 — 1350)
    - Шамс ад-дин Ильяс-шах, султан (1342 — 1358)

  - Бхавнагар — Дангаржи Мохдажи, раджа (1347 — 1370)
  - Венад[англ.] — Керала Варма Тирувади, махараджа[англ.] (1342 — 1363)
  - Виджаянагарская империя — Харихарара I, махараджадхираджа (1336 — 1356)
  - Восточные Ганги[англ.] — Нарасимха Дева III, царь[англ.] (1328 — 1352)
  - Делийский султанат — Мухаммад-шах II, султан (1325 — 1351)
  - Дунгарпур — Дангар Сингх, раджа (1331 — 1363)
  - Камата — Дурлабх Нараян, махараджа (1330 — 1350)
  - Качари — Бичарпатипха (Пракаш), царь (ок. 1336 — ок. 1386)
  - Кашмир — Ала-уд-Дин, султан (1343 — 1354)
  - Мадурайский султанат — Махмуд Дамгхан-шах, султан (1344 — 1356)
  - Манипур — Тельхейба, раджа[англ.] (1335 — 1355)
  - Марвар (Джодхпур) — Тида, раджа (1344 — 1357)
  - Мевар — Хамир Сингх I, махараджа (1326 — 1364)
  - Редди[англ.] — Анавота, раджа[кат.] (1335 — 1364)
  - Синд — Юнан, джем (султан)[англ.] (1339 — 1352)
  - Сирохи — Самант Сингх, раджа (1343 — ?)
- Индонезия —
  - Маджапахит — Трибхувана Виджайятунгадеви (Дия Гитаржа), раджа (1328 — 1350)
  - Пасай — 
    - Аль-Малик ат-Тахир II, султан (133? — 1349)
    - Зайнал Абидин I, султан (1349 — 1406)

  - Сунда — Рагамулья Лухупрабхава, махараджа (1340 — 1350)
  - Тернате — Кие Мабижи (Бухаяти I), султан (1347 — 1350)
- Ирак —
  -  Джалаириды — Хасан Бузург, султан (1336 — 1356)
- Иран —
  -  Афрасиябы[англ.] — Кийя Афрасияб, эмир[англ.] (1349 — 1359)
  -  Баванди — 
    - Хасан II, испахбад (1334 — 1349)
    - в 1349 году свергнуты Афрасиябами

  -  Инжуиды — Джамаль аль-Дин Абу Исхак, эмир (1343 — 1357)
  -  Музаффариды — Мубариз ад-Дин Мухаммад, атабек (1314 — 1358)
  -  Падуспаниды — Эскандар II, малек (1333 — 1359)
  -  Сербедары — 
    - Лутф Алла, эмир (1347 — 1348, 1360 — 1361)
    - Шамс аль-Дин Али, эмир (1348 — 1353)

  -  Хазараспиды — Музаффар аль-Дин Афрасиаб II, атабек (1340 — 1355)
  -  Чобаниды — Ал-Малик ал-Ашраф, наиб (1343 — 1353)
- Йемен —
  -  Расулиды — Аль-Муджахид Али, эмир (1322 — 1363)
- Картиды — Муизз уд-Дин Хусайн ибн Гийас уд-Дин, султан (1332 — 1370)
- Кедах — Ибрагим Шах, султан[англ.] (1321 — 1373)
- Киликийское царство — Костандин IV, царь (1344 — 1362)
- Кипрское королевство — Гуго IV, король (1324 — 1358)
- Кхмерская империя (Камбуджадеша) — Ломпонг Рача, царь[англ.] (1346 — 1351)
- Корея (Корё)  — Чхунджон, ван (1348 — 1351)
- Лемро — Мин Хти, царь[англ.] (1279 — 1373)
- Мальдивы — Хадижах, султан (1347 — 1363)
- Михрабаниды[англ.] — Тадж аль-Дин ибн Катб аль-Дин, малик[англ.] (1346 — 1350)
- Монгольская империя — 
  - Золотая Орда (Улус Джучи) — Джанибек, хан (1342 — 1357)
  - Китай (Империя Юань) — Тогон-Тэмур, император (1333 — 1368)
  - Чагатайский улус — Казаган, эмир (1346 — 1358)
    - Мавераннахр — Байан Кули, хан (1348 — 1359)
    - Могулистан — Тоглук-Тимур, хан (1347 — 1363/1363)
- Мьянма — 
  - Мяньчжун — Узана, царь (1325 — 1369)
  - Пинья — Киосва I, царь[англ.] (1344 — 1350)
  - Сикайн — 
    - Кьясва, царь[англ.] (1339 — 1349)
    - Нората Минье, царь[англ.] (1349)
    - Тарабья II, царь[англ.] (1349 — 1352)

  - Хантавади — Бенья У, царь[англ.] (1348 — 1384)
- Рюкю — 
  - Нандзан — Офусато, ван (1314 — 1398)
  - Тюдзан — Сэйи, ван (1337 — 1354)
  - Хокудзан — Хандзи, ван (1314 — 1395)
- Сингапура[англ.] — Викрама Вира, раджа[англ.] (1347 — 1362)
- Таиланд — 
  - Ланнатай — Пхаю, король[англ.] (1336 — 1355)
  - Сукхотаи (Сиам) — Литхай (Таммарача I), король (1347 — 1368)
- Трапезундская империя — 
  - Михаил, император (1344 — 1349)
  - Алексей III, император (1349 — 1390)
- Тямпа — Ча Хоа Бо Зе, царь (1342 — 1360)
- Ширван — Кавус ибн Кей Кубад, ширваншах (1348 — 1372)
- Шри-Ланка — 
  - Гампола[англ.] — 
    - Бхуванайкабаху IV, царь (1344/1345 — 1353/1354)
    - Паракрамабаху V, царь (1344/1345 — 1357/1359)

  - Джафна — Кунапушана Синкайярийян, царь[фр.] (1348 — 1371)
- Япония — 
  - Нориёси (император Го-Мураками), император (1339 — 1368)
  - Северный Двор — Масухито (император Суко), император (1348 — 1351)
  - Сёгунат Муромати — Асикага Такаудзи, сёгун (1338 — 1358)

## Америка
- Аскапоцалько — Тесосомок, тлатоани (1343 — 1426)
- Куско — Капак Юпанки, сапа инка (1320 — 1350)
- Тескоко — Кинацин, тлатоани (1318 — 1357)

## Африка
- Абдальвадиды (Зайяниды) — Абу Сайед Утман II, султан (1348 — 1352)
- Бенинское царство — Оэн, оба[англ.] (1329 — 1366)
- Варсангали[англ.] — Омер, султан[англ.] (1340 — 1355)
- Вогодого — Нааба Нассимкьеде, нааба (ок. 1335 — ок. 1350)
- Египет (Мамлюкский султанат) — Аль-Хасан ан-Насир, султан (1347 — 1351, 1354 — 1361)
- Йифат — Лайла, мати (ок. 1344 — ок. 1352)
- Канем — Сельма II ибн Абдалла, маи (1345 — 1350)
- Кано[англ.] — 
  - Усману Замнагава, король[англ.] (1343 — 1349)
  - Яджи I, король[англ.] (1349 — 1385)
- Килва — Давуд ибн Сулейман, султан (1333 — 1356)
- Мали — Сулейман, манса (1341 — 1360)
- Мариниды — Абу-ль-Хасан Али I, султан (1331 — 1351)
- Нри[англ.] — Джиофо I, эзе[англ.] (1300 — 1390)
- Хафсиды — 
  - Абу Хафс Умар II, халиф (1346 — 1349)
  - Абуль-Аббас Ахмад I, халиф (1349)
- Эфиопия — Сэйфэ-Арыд, император (1344 — 1372)

## Европа
- Албания
  - Валонский деспотат — Иван Комнин Асень, деспот (1346 — 1363)
  - Музаки — Андреа II Музаки, князь (1335 — 1372)
- Англия — Эдуард III, король (1327 — 1377)
- Афинское герцогство — Федериго Рандаццо, герцог (1348 — 1355)
- Ахейское княжество — Роберт Тарентский, князь (1332 — 1364)
- Болгарское царство — Иван Александр, царь (1331 — 1371)
- Валахия — Басараб I Основатель, господарь (ок. 1310 — 1352)
- Венгрия — Лайош (Людовик) I Великий, король (1342 — 1382)
  - Босния — Степан Котроманич, бан (1322 — 1353)
- Византийская империя — 
  - Иоанн V Палеолог, император (1341 — 1376, 1379 — 1390, 1390 — 1391)
  - Иоанн VI Кантакузин, император (1347 — 1354)
- Дания — Вальдемар IV Аттердаг, король (1340 — 1375)
- Ирландия —
  - Десмонд — Кормак Маккарти, король (1326 — 1359)
  - Коннахт — без короля (1343 — 1368)
  - Тир Эогайн — Аод Реамайр мак Домнайлл, король (1345 — 1364)
  - Томонд — Бриан Бан мак Домнайлл O’Брайен, король (1343 — 1350)
- Испания —
  - Ампурьяс — Рамон Беренгер, граф (1341 — 1364)
  - Арагон — Педро IV Церемонный, король (1336 — 1387)
  - Гранадский эмират — Юсуф I ибн Исмаил, эмир (1333 — 1354)
  - Кастилия и Леон — Альфонсо XI Справедливый, король (1312 — 1350)
  - Наварра — 
    - Жанна II, королева (1328 — 1349)
    - Карл II Злой, король (1349 — 1387)

  - Пальярс Верхний — Рамон Роже II, граф (1343 — 1350)
  - Прованс — Джованна (Иоанна) I, графиня (1343 — 1382)
  - Урхель — Педро II, граф (1347 — 1408)
- Италия —
  - Венецианская республика — Андреа Дандоло, дож (1343 — 1354)
  - Генуэзская республика — Джованни да Мурта, дож (1344 — 1350)
  - Мантуя — Лудовико I Гонзага, народный капитан и сеньор (1328 — 1360)
  - Милан — 
    - Лукино Висконти, синьор (1339 — 1349)
    - Джованни Висконти, синьор (1349 — 1354)

  - Монферрат — Джованни II, маркграф (1338 — 1372)
  - Салуццо — Томмазо II, маркграф (1336 — 1357)
  - Неаполитанское королевство — Джованна I, королева (1343 — 1382)
  - Сицилийское королевство — Людовик, король (1342 — 1355)
  - Феррара и Модена — Обиццо III д’Эсте, маркиз (1336 — 1352)
- Литовское княжество — Ольгерд, великий князь (1345 — 1377)
  -  Киевское княжество — Федор Иванович, князь (ок. 1331 — ок. 1362)
- Монако — Карл I, князь (1342 — 1357)
- Мэн — Уильям II Монтегю, король (1344 — 1393)
- Наксосское герцогство — Джованни I Санудо, герцог (1341 — 1361)
- Норвегия — Хокон VI Магнуссон, король (1343 — 1380)
- Островов королевство — Джон I Макдональд, король Островов и Кинтайра (1318 — 1386)
- Папская область — Климент VI, папа римский (1342 — 1352)
- Польша — Казимир III Великий, король (1333 — 1370)
  - Гневкоское княжество — 
    - Казимир III Гневковский, князь (1314 — 1332, 1343 — 1347/1350)
    - Владислав Белый, князь (1347/1350 — 1364)

  - Ленчицкое княжество — Владислав Горбатый, князь[пол.] (1327 — 1351/1352)
  - Добжинское княжество — Владислав Горбатый, князь[пол.] (1312 — 1327, 1343 — 1351/1352)
  - Мазовецкое княжество — 
    - Варшавское княжество — 
      - Земовит III, князь[англ.] (1341 — 1349, 1355 — 1373/1374)
      - Казимир I Варшавский, князь[англ.] (1341 — 1355)

    - Плоцкое княжество — Болеслав III Плоцкий, князь[пол.] (1336 — 1351)
    - Равское княжество — 
      - Земовит III, князь[пол.] (1345 — 1381)
      - Казимир I Варшавский, князь[пол.] (1345 — 1349)

    - Черское княжество — 
      - Земовит III, князь[англ.] (1341 — 1373/1374)
      - Казимир I Варшавский, князь[англ.] (1341 — 1349)
- Португалия — Афонсу IV Храбрый, король (1325 — 1357)
- Русские княжества — 
  -  Владимиро-Суздальское княжество — Симеон Иванович Гордый, великий князь Владимирский (1340 — 1353)
    -  Белозерское княжество — Фёдор Романович, князь (ок. 1339 —  1380)
    -  Галич-Мерское княжество — Иван Федорович, князь (ок. 1335 — ок. 1360)
    -  Дмитровское княжество — Дмитрий Борисович, князь (1334 — ок. 1363)
    -  Московское княжество — Симеон Иванович Гордый, князь (1340 — 1353)
    -  Нижегородско-Суздальское великое княжество — Константин Васильевич, князь (1341 — 1355)
    -  Ростовское княжество — 
      - Константин Васильевич, князь Ростово-Борисоглебский (1320 — 1365)
      - Андрей Федорович, князь Ростово-Усретинский (1331 — 1360, 1364 — 1409)

    -  Стародубское княжество — Дмитрий Федорович, князь (1330 — 1354)
    -  Тверское княжество — 
      - Всеволод Александрович, князь (1346 — 1349)
      - Василий Михайлович, князь (1349 — 1368)
      -  Кашинское княжество — Василий Васильевич, князь (1348 — 1362)
      -  Холмское княжество — Всеволод Александрович, князь (1339 — 1364)

    -  Ярославское княжество — Василий Васильевич, князь (1345 — ок. 1380)

  -  Брянское (Черниговское) княжество — Дмитрий Романович, князь (1314 — 1333, 1340 — ок. 1352)
  -  Галицко-Волынское княжество — 
    - Любарт Гедиминович, князь (1340 — 1349)
    - в 1349 году Галицкое княжество завоевано Польшей
    -  Волынское княжество — Любарт Гедиминович, князь (1349 — 1366, 1370 — 1383)
    -  Луцкое княжество — Любарт Гедиминович, князь (1323 — 1383)

  -  Новгородское княжество — Симеон Иванович Гордый, князь (1346 — 1353)
  -  Псковское княжество — Евстафий Федорович, князь (1348 — 1356)
  -  Рязанское княжество — Василий Александрович, князь (? — 1349)
  -  Смоленское княжество — Иван Александрович, князь (1313 — 1359)
- Священная Римская империя — Карл IV Чешский, король Германии (1347 — 1355)
  - Австрия — Альбрехт II Мудрый, герцог (1330 — 1358)
  - Ангальт — 
    - Ангальт-Бернбург — Бернхард IV, князь (1348 — 1354)
    - Ангальт-Цербст — 
      - Альбрехт II, князькнязь (1316 — 1362)
      - Вальдемар I, князькнязь (1316 — 1368)

  - Бавария — 
    - Людвиг V, герцог (1347 — 1349)
    - Стефан II, герцог (1347 — 1349)
    - Людвиг VI, герцог (1347 — 1349)
    - Вильгельм I, герцог (1347 — 1349)
    - Альбрехт, герцог (1347 — 1349)
    - Оттон V, герцог (1347 — 1349)
    - Верхняя Бавария — 
      - Людвиг V, герцог (1349 — 1361)
      - Людвиг VI, герцог (1349 — 1351)
      - Оттон V, герцог (1349 — 1351)

    - Нижняя Бавария — 
      - Стефан II, герцог (1349 — 1353)
      - Вильгельм I, герцог (1349 — 1353)
      - Альбрехт, герцог (1349 — 1353)

  - Баден — Фридрих III, маркграф (1348 — 1353)
    - Баден-Пфорцхайм — Рудольф V, маркграф (1348 — 1361)
    - Баден-Хахберг — Генрих IV, маркграф (1330 — 1369)
    - Баден-Эберштейн — Герман IX, маркграф (1333 — 1353)

  - Бар — Эдуард II, граф (1344 — 1352)
  - Берг — Маргарита, графиня (1348 — 1380)
  - Брабант и Лимбург — Жан III, герцог (1312 — 1355)
  - Бранденбург — Людвиг I Баварский, маркграф (1323 — 1351)
  - Брауншвейг — 
    - Брауншвейг-Вольфенбюттель — Магнус I, герцог (1318 — 1369)
    - Брауншвейг-Гёттинген[англ.] — Эрнест I, герцог[нем.] (1344 — 1367)
    - Брауншвейг-Грубенхаген — 
      - Генрих II, герцог (1322 — ок. 1351)
      - Эрнест I, герцог (1322 — 1361)
      - Вильгельм, герцог (1322 — 1360)

    - Брауншвейг-Люнебург — 
      - Оттон III, герцог (1330 — 1369)
      - Вильгельм II, герцог (1330 — 1369)

  - Вальдек — Отто II, граф (1344 — 1369)
  - Вестфалия — 
    - Вальрам Юлих, герцог (курфюрст Кельнский) (1332 — 1349)
    - Вильгельм фон Геннек, герцог (курфюрст Кельнский) (1349 — 1362)

  - Вюртемберг — 
    - Эберхард II Сварливый, граф (1344 — 1392)
    - Ульрих IV, граф (1344 — 1362)

  - Гелдерн — Рейнальд III Толстый, герцог (1343 — 1371)
  - Гессен — Генрих II Железный, ландграф (1328 — 1376)
  - Голландия — Маргарита I, графиня (1345 — 1356)
  - Гольштейн — 
    - Гольштейн-Киль[англ.] — Иоанн III Мирный, граф (1316 — 1359)
    - Гольштейн-Пиннеберг — Адольф VII, граф (1315 — 1354)
    - Гольштейн-Плён[англ.] — Герхард V, граф (1323 — 1350)
    - Гольштейн-Рендсбург[англ.] — 
      - Генрих II, граф (1340 — 1384)
      - Николас, граф (1340 — 1397)

  - Клеве — Иоанн, граф (1347 — 1368)
  - Лотарингия — Жан I, герцог (1346 — 1390)
  - Лужицкая (Саксонская Восточная) марка — Людвиг II Баварский, маркграф (1323 — 1351)
  - Люксембург — Карл I, граф (1346 — 1353)
  - Марк — Энгельберт III, граф (1347 — 1391)
  - Мейсенская марка — 
    - Фридрих II Серьезный, маркграф (1323 — 1349)
    - Фридрих III Строгий, маркграф (1349 — 1381)
    - Балтазар, маркграф (1349 — 1382)

  - Мекленбург — Альбрехт II, герцог (1348 — 1379)
    - Верле — Иоганн III, князь (1316 — 1350)
    - Верле-Варен — Бернхард II, князь (1347 — 1382)
    - Верле-Гюстров — Николай III, князь (1347 — ок. 1360)

  - Монбельяр — Генрих I де Монфуко, граф (1332 — 1367)
  - Намюр — Гильом I, маркграф (1337 — 1391)
  - Нассау — 
    - Нассау-Байлштайн[нем.] — Генрих I, граф (1343 — 1388)
    - Нассау-Вейльбург — 
      - Иоганн I, граф (1344 — 1371)
      - Адольф I, граф (1344 — 1355)

    -  Нассау-Дилленбург[англ.] — Оттон II, граф (1343 — 1351)
    -  Нассау-Хадамар[нем.] — 
      - Иоганн, граф (1334 — 1365)
      - Эмих II, граф (1337 — 1359)

  - Ольденбург — 
    - Иоганн IV, граф (1345 — 1356)
    - Конрад II, граф (1347 — 1401)

  - Померания — 
    - Померания-Вольгаст — 
      - Богуслав V Великий, герцог (1326 — 1368)
      - Барним IV, герцог (1326 — 1365)
      - Вартислав V, герцог (1326 — 1368)

    - Померания-Щецин — Барним III Великий, герцог (1344 — 1368)

  - Рейнский Пфальц — Рудольф II, пфальцграф (1329 — 1353)
  - Саарбрюккен — Иоганн II, граф (1342 — 1381)
  - Савойя — Амадей VI Зеленый, граф (1343 — 1383)
  - Саксония — 
    - Саксен-Виттенберг — Рудольф I, герцог (1298 — 1356)
    - Саксен-Бергедорф-Мёльн — Иоганн III, герцог (1343 — 1356)
    - Саксен-Ратцебург-Лауэнбург — Эрих II, герцог (1338 — 1368)

  - Тироль — Маргарита Маульташ, графиня (1335 — 1365)
  - Трирское курфюршество — Бодуэн Люксембургский, курфюрст (1307 — 1354)
  - Тюрингия — 
    - Фридрих II Серьезный, ландграф (1323 — 1349)
    - Фридрих III Строгий, ландграф (1349 — 1381)
    - Балтазар, ландграф (1349 — 1406)
    - Вильгельм I Одноглазый, ландграф (1349 — 1382)

  - Хахберг-Заузенберг — Рудольф II, маркграф (1318 — 1352)
  - Чехия — Карл I, король (1346 — 1378)
    - Моравская марка — Ян Йиндржих, князь (1349 — 1375)
    - Силезские княжества —
      - Бжегское княжество — Болеслав III Расточитель, князь (1311 — 1352)
      - Бытомское княжество — Владислав Бытомский, князь (1316 — 1352)
      - Глогувское княжество — Генрих V Железный, князь (1349 — 1369)
      - Зембицкое княжество — Николай Малый, князь (1341 — 1358)
      - Легницкое княжество — Вацлав I Легницкий, князь (1342 — 1364)
      - Немодлинское княжество — Болеслав Немодлинский, князь (1313 — 1362/1365)
      - Олесницкое княжество — Конрад I Олесницкий, князь (1321 — 1366)
      - Опольское княжество — Болеслав II Опольский, князь (1313 — 1356)
      - Освенцимское княжество — Ян I Схоластик, князь (1321/1324 — 1372)
      - Ратиборско-опавское княжество — Микулаш II Опавский, князь (1337 — 1365)
      - Саганское (Жаганьское) княжество — Генрих V Железный, князь (1342 — 1369)
      - Свидницкое княжество — Болеслав II Малый, князь (1326 — 1368)
      - Стрелецкое княжество — Альбрехт Стрелецкий, князь[пол.](1323 — 1375)
      - Сцинавское княжество — Ян Сцинавский, князь[пол.] (1317 — 1365)
      - Тешинское (Цешинское) княжество — Казимир I Цешинский, князь (1315 — 1358)
      - Яворское княжество — Болко II Малый, князь (1346 — 1368)

  - Шверин — 
    - Шверин-Виттенбург — Отто I, граф (1327 — 1357)
    - Шверин-Шверин — Оттон I, граф (1344 — 1357)

  - Шлезвиг — Вальдемар V, герцог[англ.] (1325 — 1326, 1330 — 1364)
  - Эно (Геннегау) — Маргарита II, графиня (1345 — 1356)
  - Юлих — Вильгельм VI, граф (1328 — 1356)
- Сербия — Стефан Урош IV, царь сербов и греков (1346 — 1355)
- Тевтонский орден — Генрих Дуземер, великий магистр (1345 — 1351)
  - Ливонский орден — Госвин фон Херике, ландмейстер (1345 — 1359)
- Франция — Филипп VI Валуа, король (1328 — 1350)
  - Арманьяк — Жан I, граф (1319 — 1373)
  - Блуа — Людовик II де Шатильон, граф (1346 — 1372)
  - Бретань — 
    - Жан V де Монфор, герцог (1345 — 1399)
    - Карл де Блуа-Шатильон, герцог (1341 — 1364)

  - Бургундия (герцогство) — Эд IV, герцог (1315 — 1350)
  - Бургундия (графство) и Артуа — Филипп I Руврский, граф (1347 — 1361)
  - Невер — Людовик III, граф (1346 — 1384)
  - Овернь и Булонь — Жанна I, графиня (1332 — 1360)
  - Фландрия — Людовик II Неверский, граф (1346 — 1384)
  - Фуа — Гастон III, граф (1343 — 1391)
- Швеция — Магнус II Эрикссон, король (1319 — 1364)
- Шотландия — Давид II, король (1329 — 1332, 1336 — 1371)

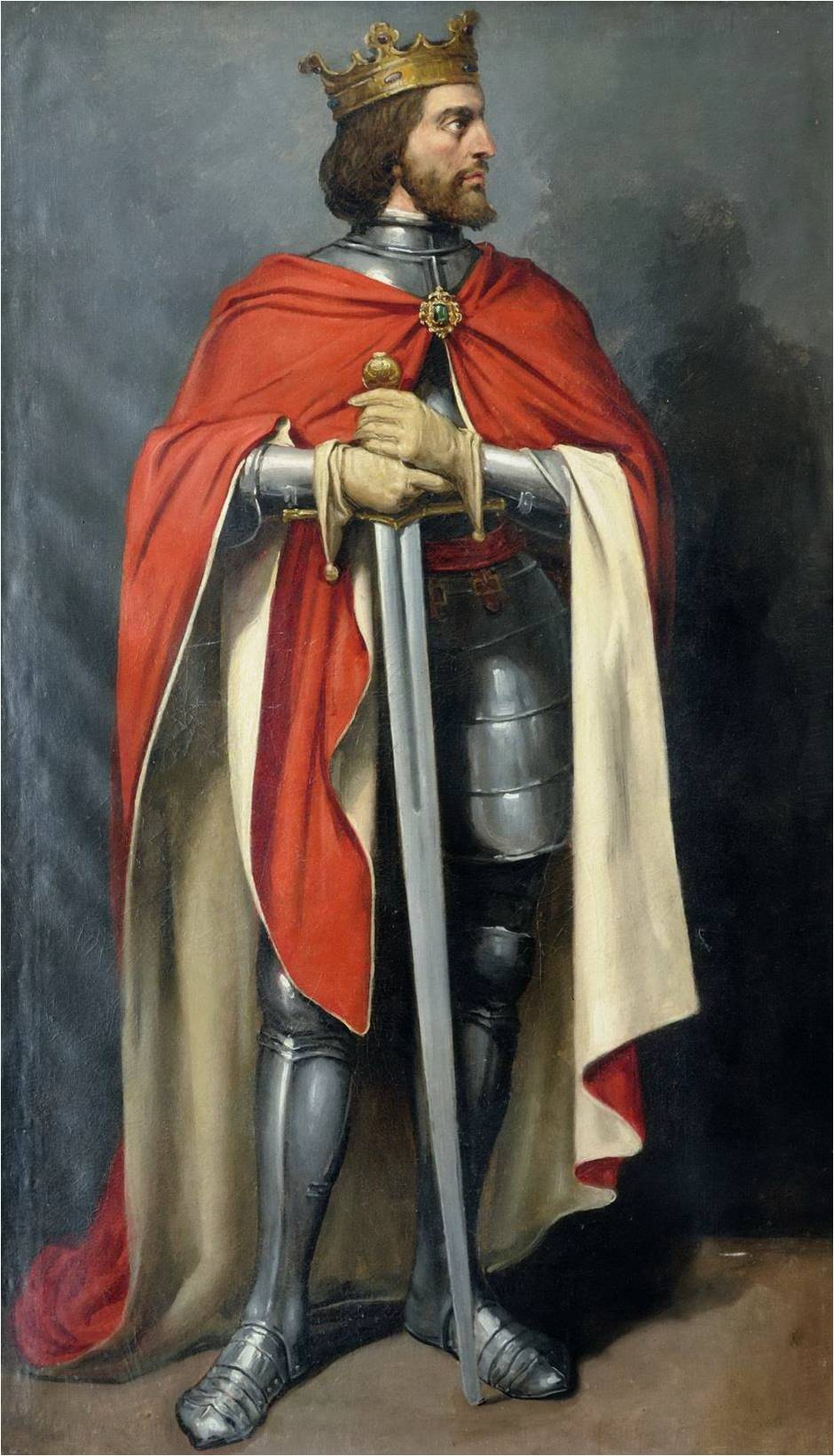
Альфонсо XI 1312-1350 Король Кастилии и Леона
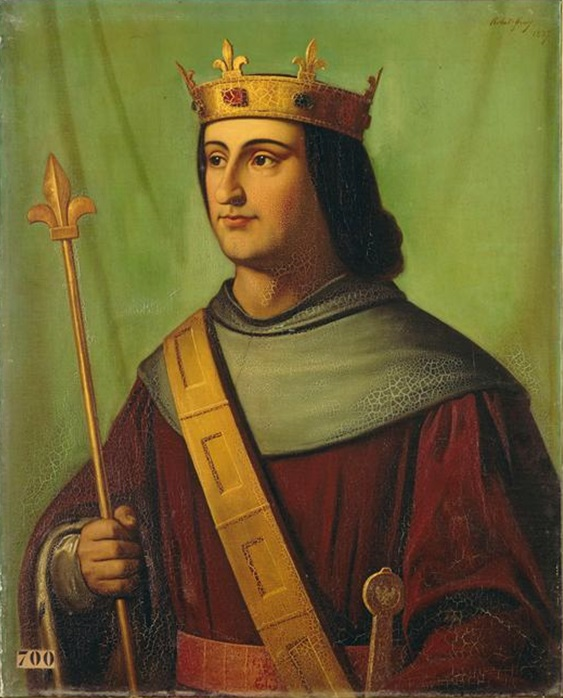
Филипп VI 1328-1350 Король Франции
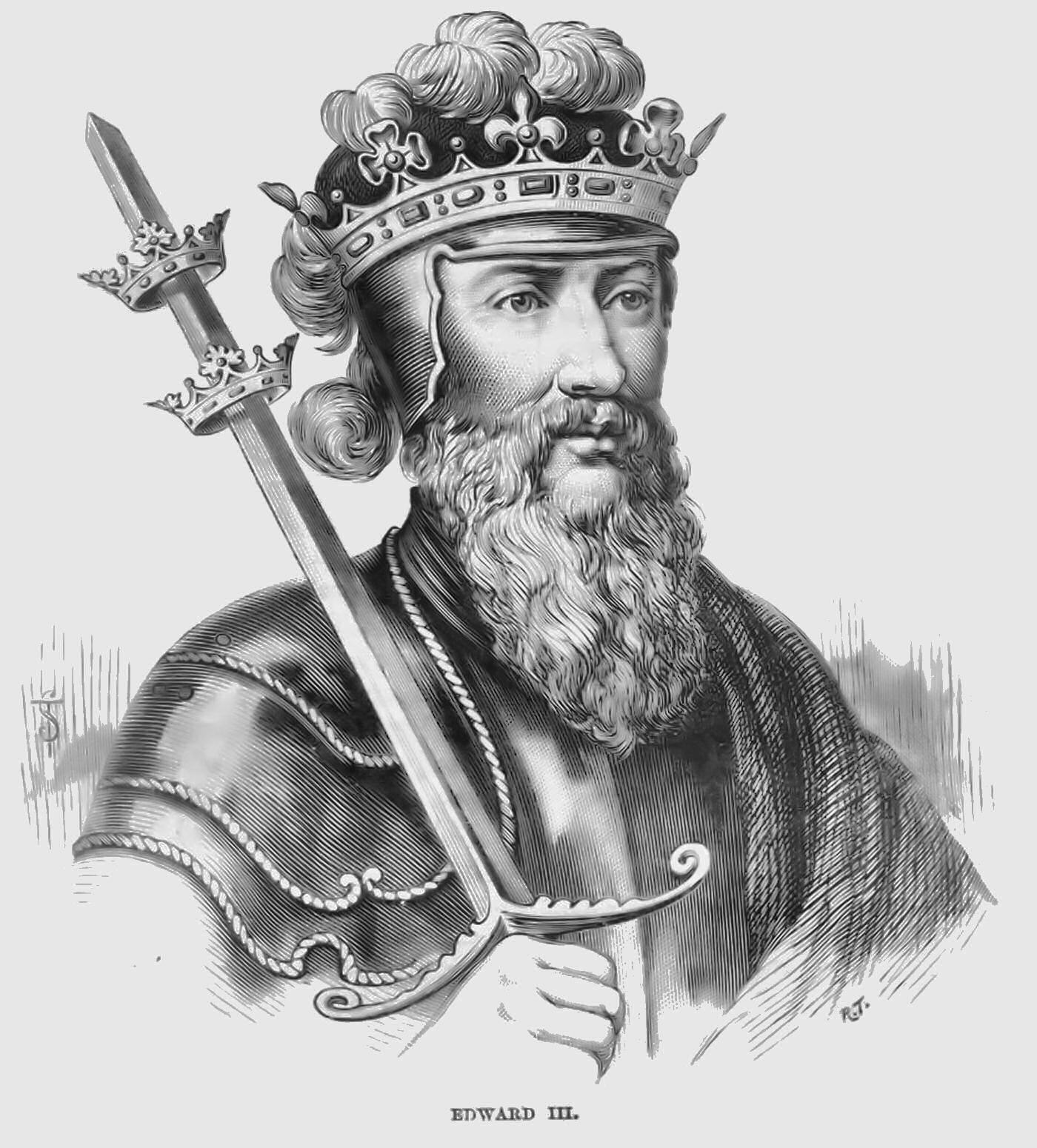
Эдуард III 1327-1377 Король Англии
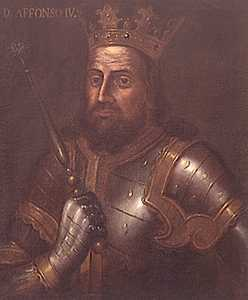
Афонсу IV Храбрый 1325-1357 Король Португалии
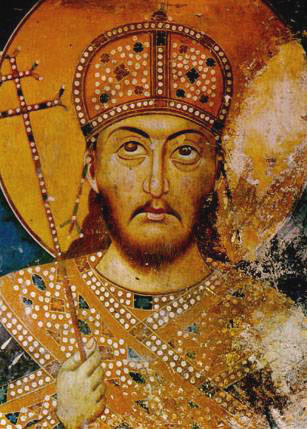
Стефан Урош IV 1346-1355 Король сербов и греков
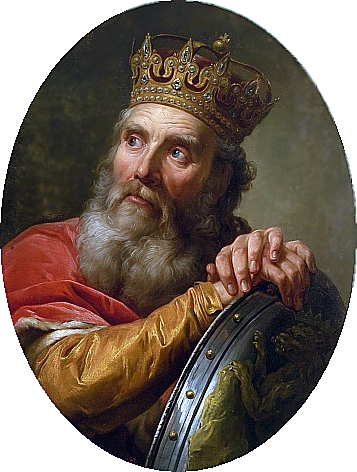
Казимир III Великий 1333-1370 Король Польши
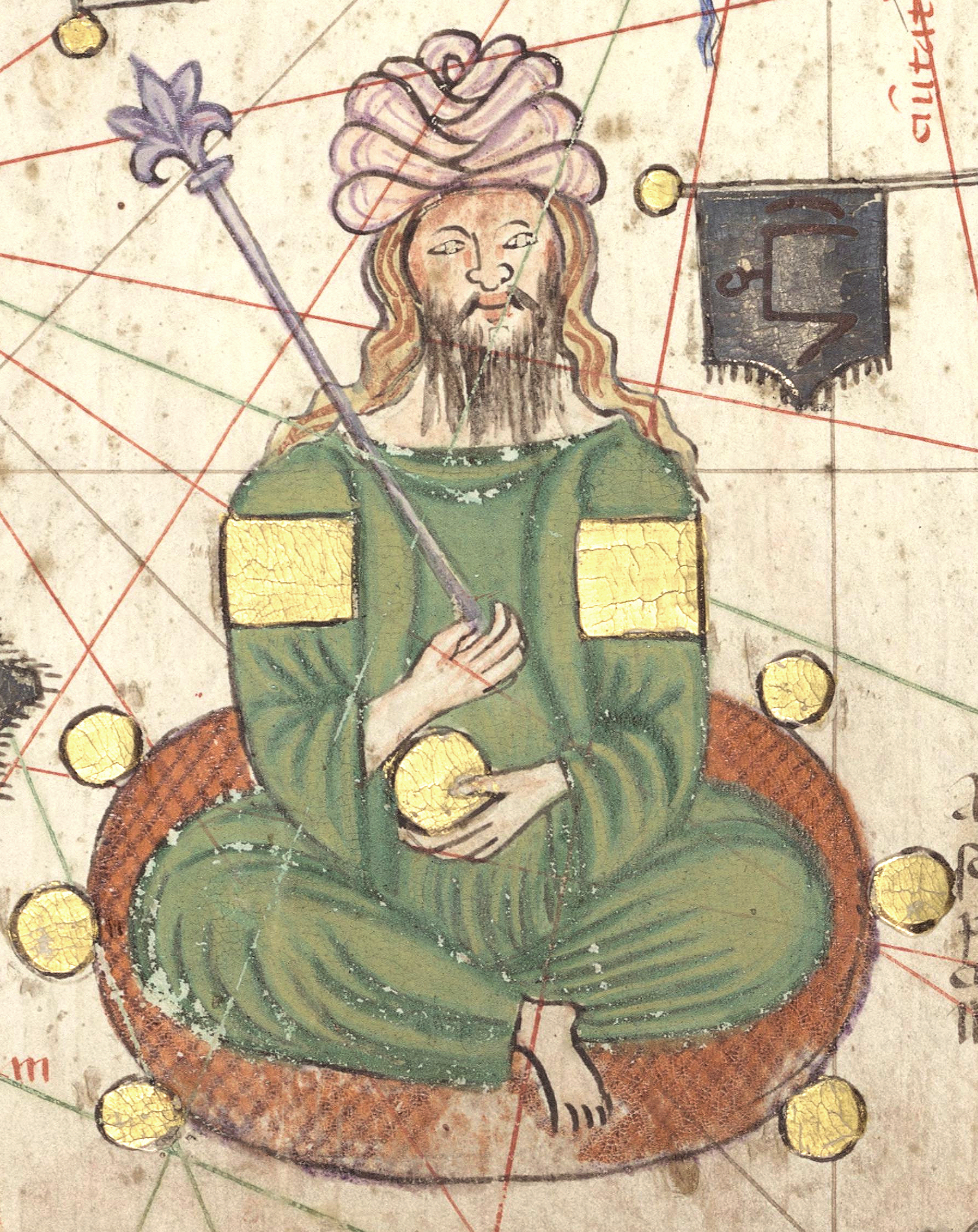
Джанибек 1342-1357 Хан Золотой Орды
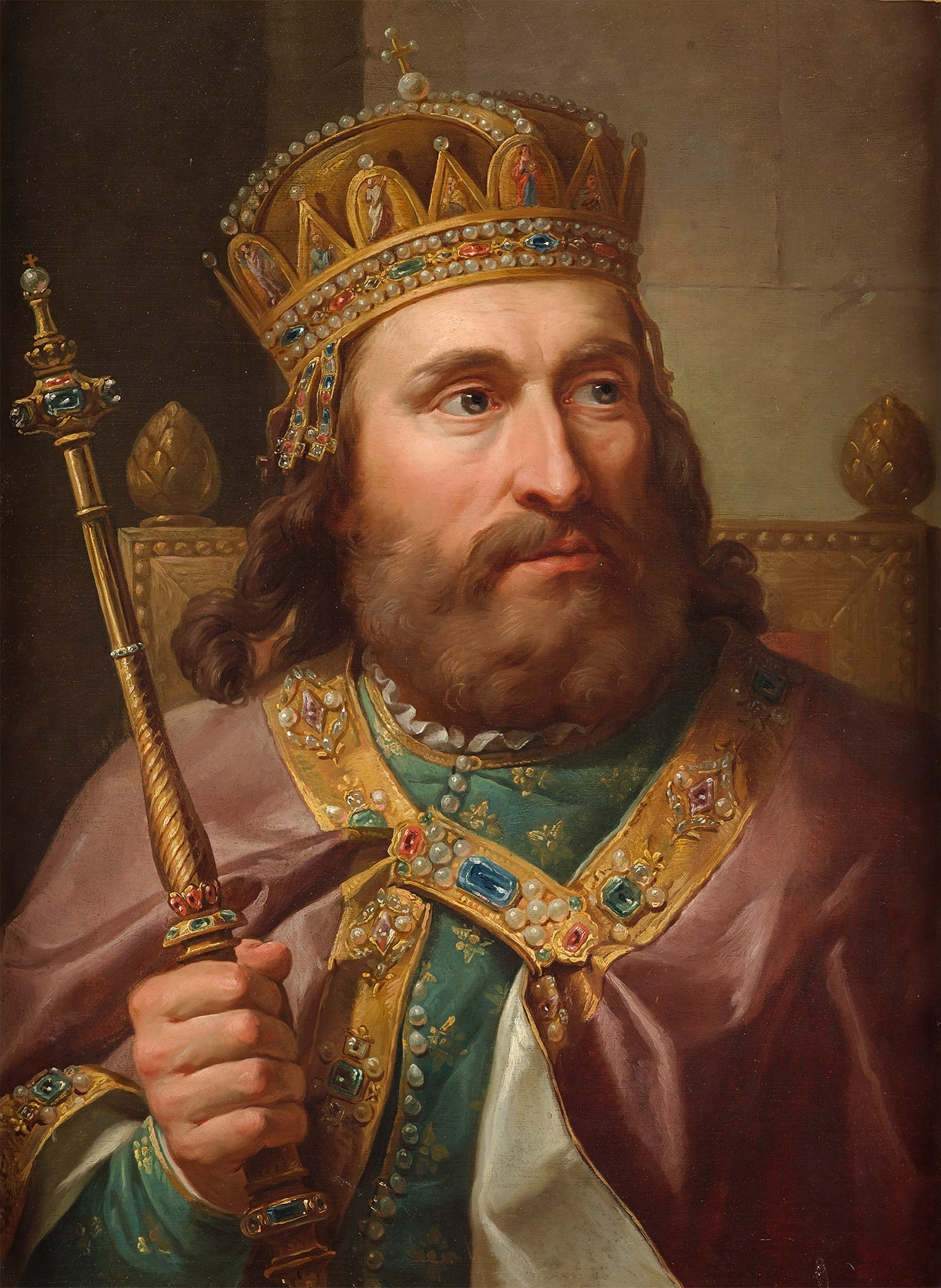
Лайош (Людовик) I Великий 1342-1382 Король Венгрии
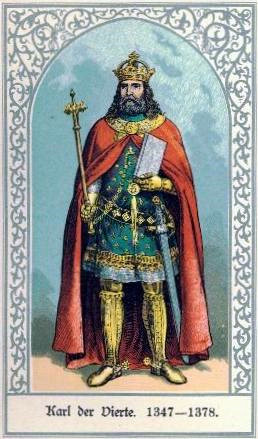
Карл IV 1348-1355 Король Германии, король Чехии
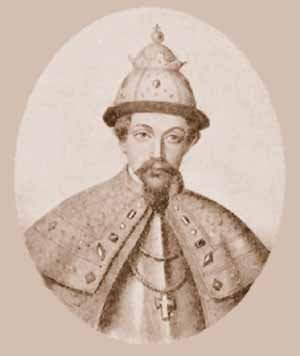
Симеон Гордый 1340-1353 Великий князь Владимирский
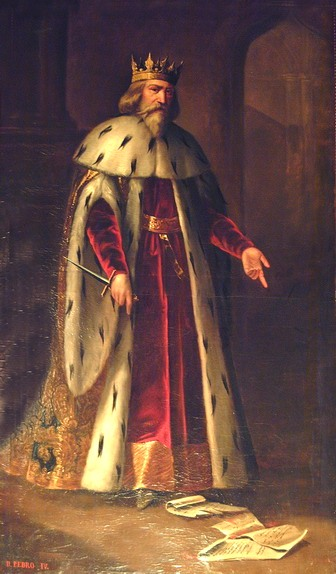
Педро IV 1336-1387 Король Арагона
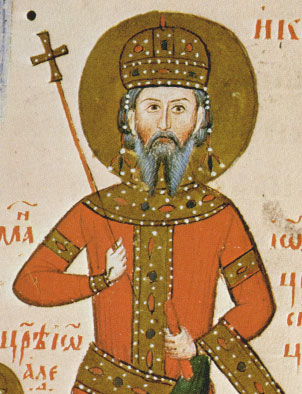
Иван-Александр 1331-1371 Царь Болгарии
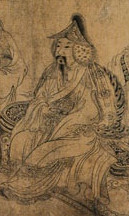
Тогон-Тэмур 1333-1368 Император Юань
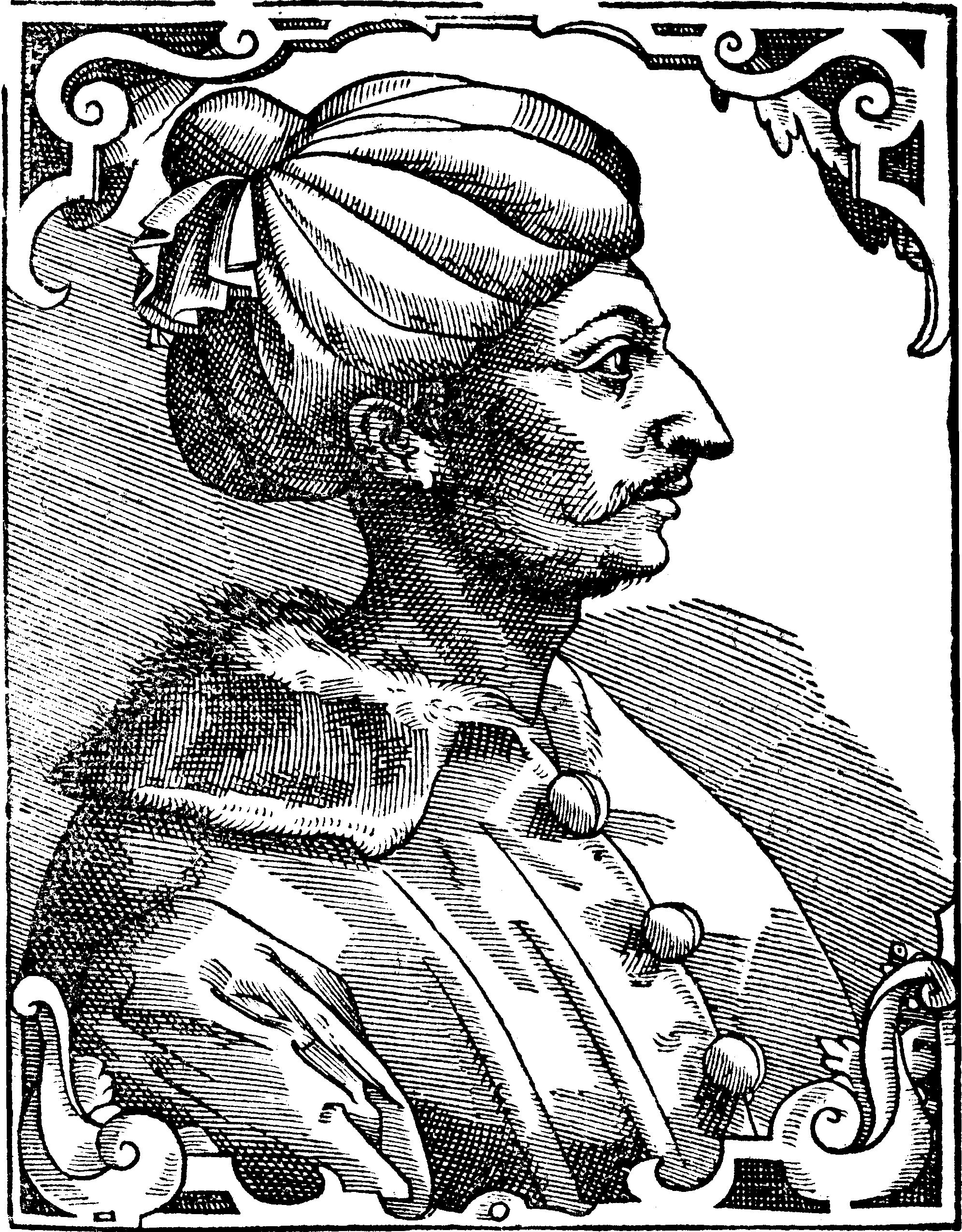
Орхан I 1326-1359 Улубей османов
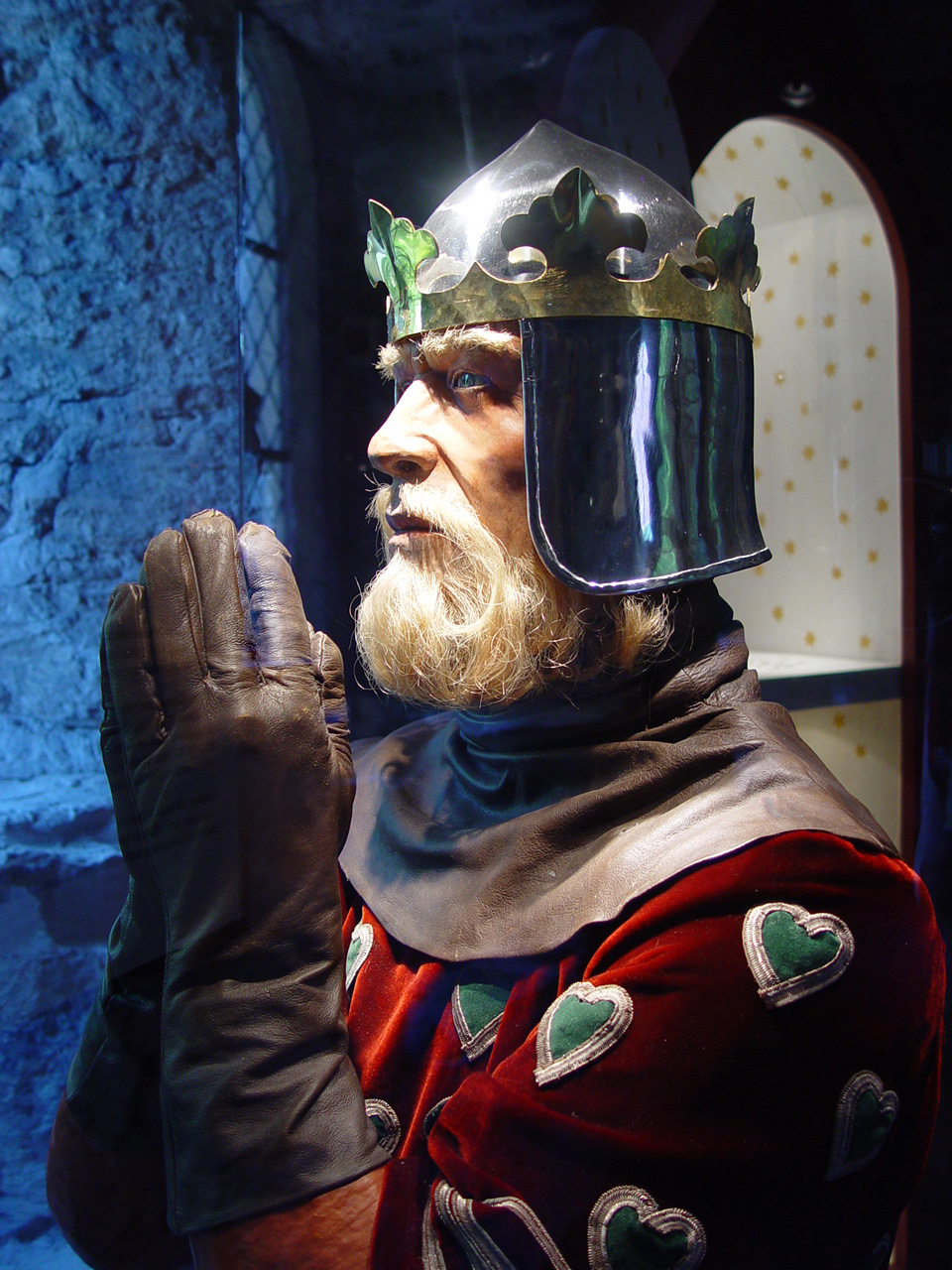
Вальдемар IV Аттердаг 1340-1375 Король Дании
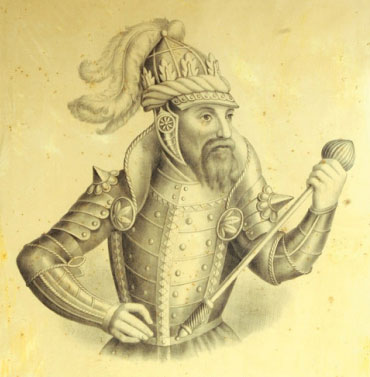
Ольгерд 1345-1377 Великий князь Литовский
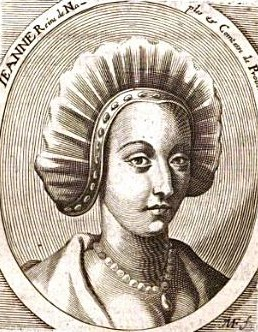
Джованна I 1343-1382 Королева Неаполя
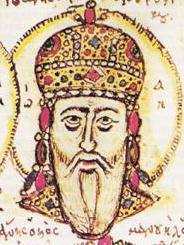
Иоанн V 1341-1376,1379-1391 Император Византии
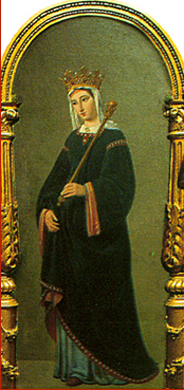
Жанна II 1328-1349 Королева Наварры
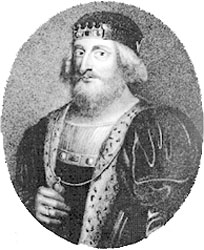
Давид II 1329-1332, 1336-1371 Король Шотландии
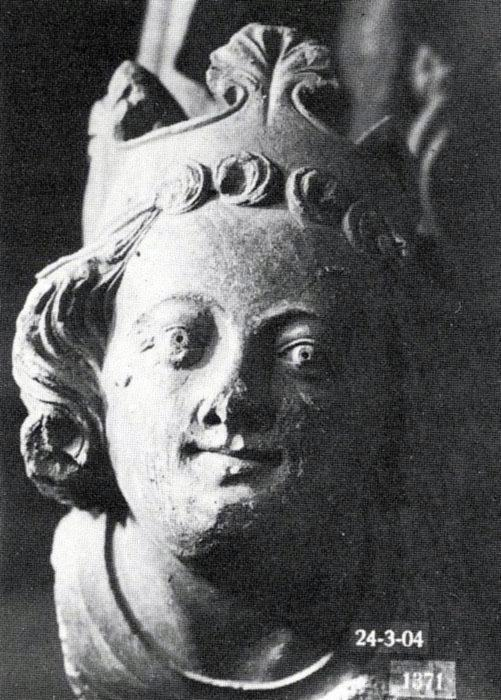
Магнус Эрикссон 1319-1364 Король Швеции
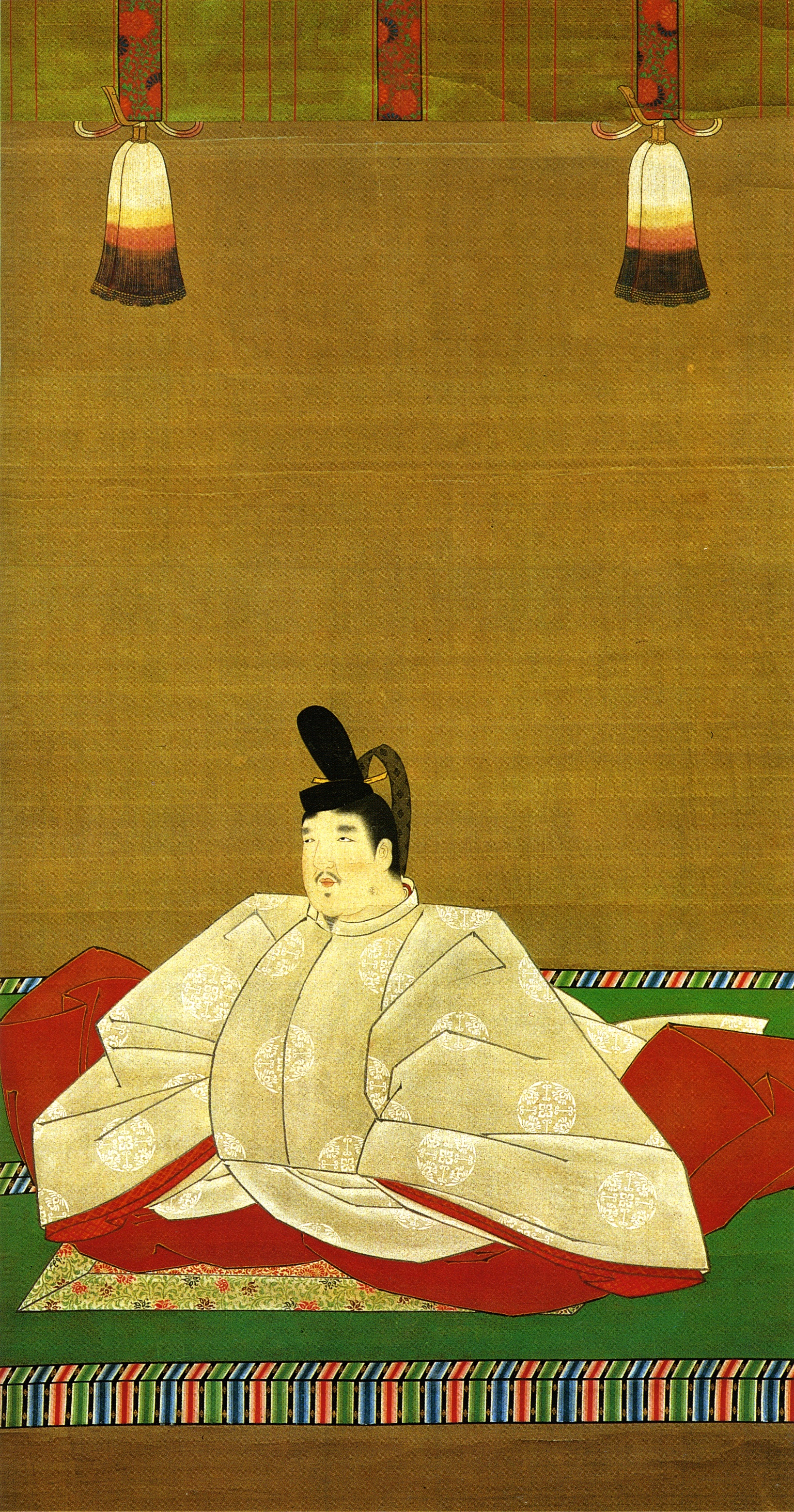
Го-Мураками 1339-1368 Император Японии
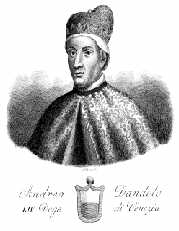
Андреа Дандоло 1343-1354 Дож Венеции
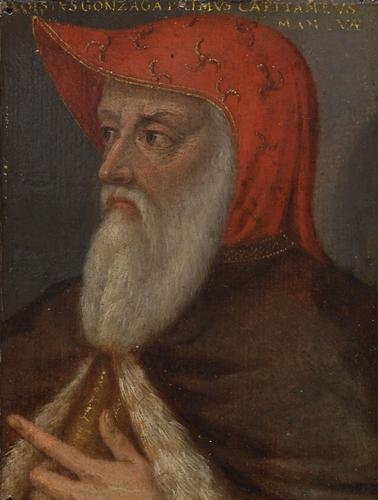
Лудовико I Гонзага 1328-1360 Народный капитан Мантуи
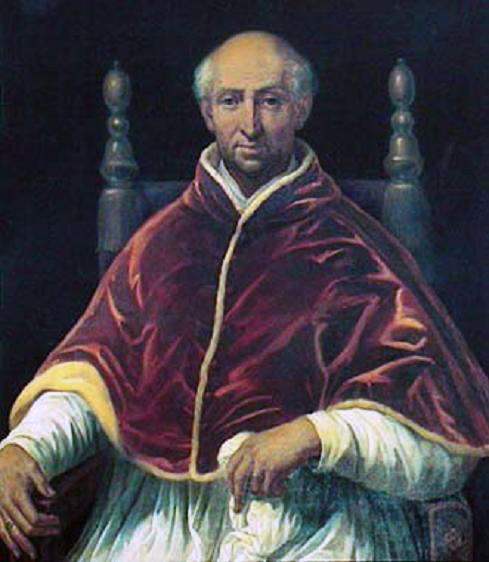
Климент VII 1342-1352 Папа Римский